# فيليكس فاريلا
فيليكس فاريلا (بالإسبانية: Félix Varela) هو فيلسوف وسياسي كوبي، ولد في 20 نوفمبر 1788 في هافانا في كوبا، وتوفي في 25 فبراير 1853 في سانت أوغسطين في الولايات المتحدة بسبب ربو. انتخب عضو مجلس النواب الإسباني ‏.